# Ефердінг (округ)
Бецирк Ефердінг — округ Австрійської федеральної землі Верхня Австрія. 
Округ поділено на 12 громад, з яких одна є містом.
Міста
- Ефердінг

Сільські громади
- Альковен
- Ашах-ан-дер-Донау
- Фрагам
- Гайбах-об-дер-Донау
- Гарткірхен
- Гінценбах
- Прамбахкірхен
- Пуппінг
- Шартен
- Санкт-Марінкірхен-ан-дер-Пользенц
- Штрогайм

## Демографія
Населення округу за роками за даними статистичного бюро Австрії

## Виноски
1. ↑  Statistik Austria. Архів оригіналу за 2 травня 2015. Процитовано 22 червня 2013.

| Австрія | Це незавершена стаття з географії Австрії. Ви можете допомогти проєкту, виправивши або дописавши її. |